# Tramway de Monaco
Le tramway de Monaco est un ancien réseau de 5,1 km de long qui a desservi la principauté de Monaco entre 1898 et 1931.

## Histoire

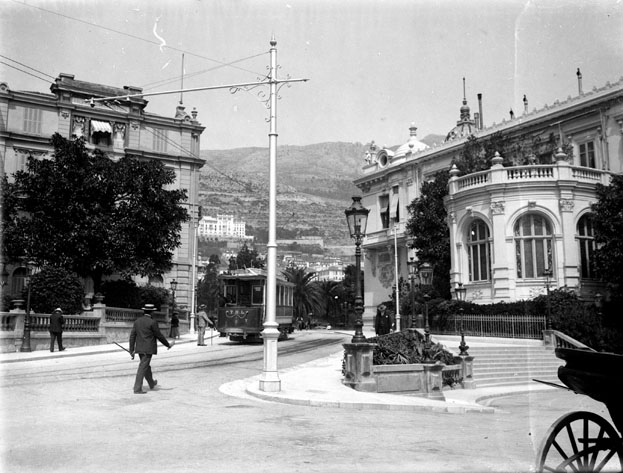
Un tramway des TNL au Casino

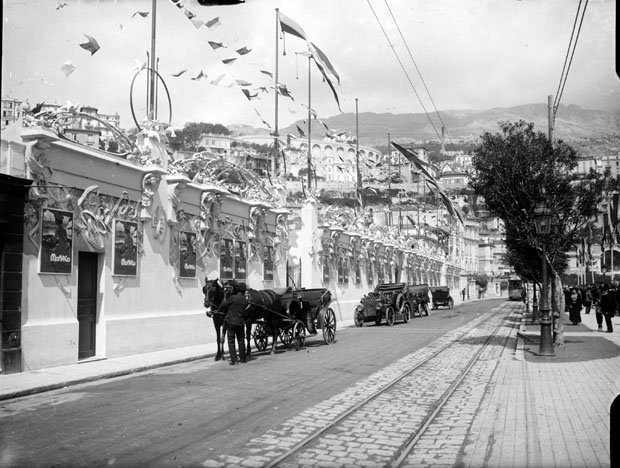
Un tramway devant le port.

La Compagnie des tramways de Monaco (TM) est créée en 1897 par Henri Crovetto entrepreneur monégasque, pour construire et exploiter un réseau de tramways électriques à voie métrique dans la principauté de Monaco. 
Elle obtient la concession de plusieurs lignes :
- Place d'Armes - Saint Roman, ouverte le 14 avril 1898
- Gare de Monaco - Place du Gouvernement, ouverte le 11 mars 1899
- Casino - Gare de Monte-Carlo, ouverte le 3 mai 1900

Le 7 avril 1903, le réseau est relié à celui de la compagnie du Tramway de Nice et du Littoral (TNL) avec l'ouverture de la ligne Nice-Menton via Monaco et utilise les voies de la ligne place d'Armes - Saint-Roman en s'acquittant d'un péage.
Le 1er août 1908, la compagnie en proie à des difficultés financières, est rachetée par les TNL et réorganise le réseau en une ligne urbaine doublant l'itinéraire de la ligne Nice-Menton et deux navettes vers les deux gares.
Le 1er juillet 1931, le réseau de tramway est supprimé et est remplacé par des autobus toujours exploités par les TNL puis à partir du 1er janvier 1939 par la Compagnie des autobus de Monaco (CAM), filiale des TNL.

## Le réseau
L'ensemble des lignes a une longueur de 5,1 kilomètres. L'alimentation électrique se fait en courant continu à la tension de 500 volts. La prise de courant s'effectue par un système de plots disposés dans le sol, d'une fiabilité toute relative puis après 1903 et la jonction du réseau avec celui des TNL, elle s'effectue par fil aérien et captation par perche.

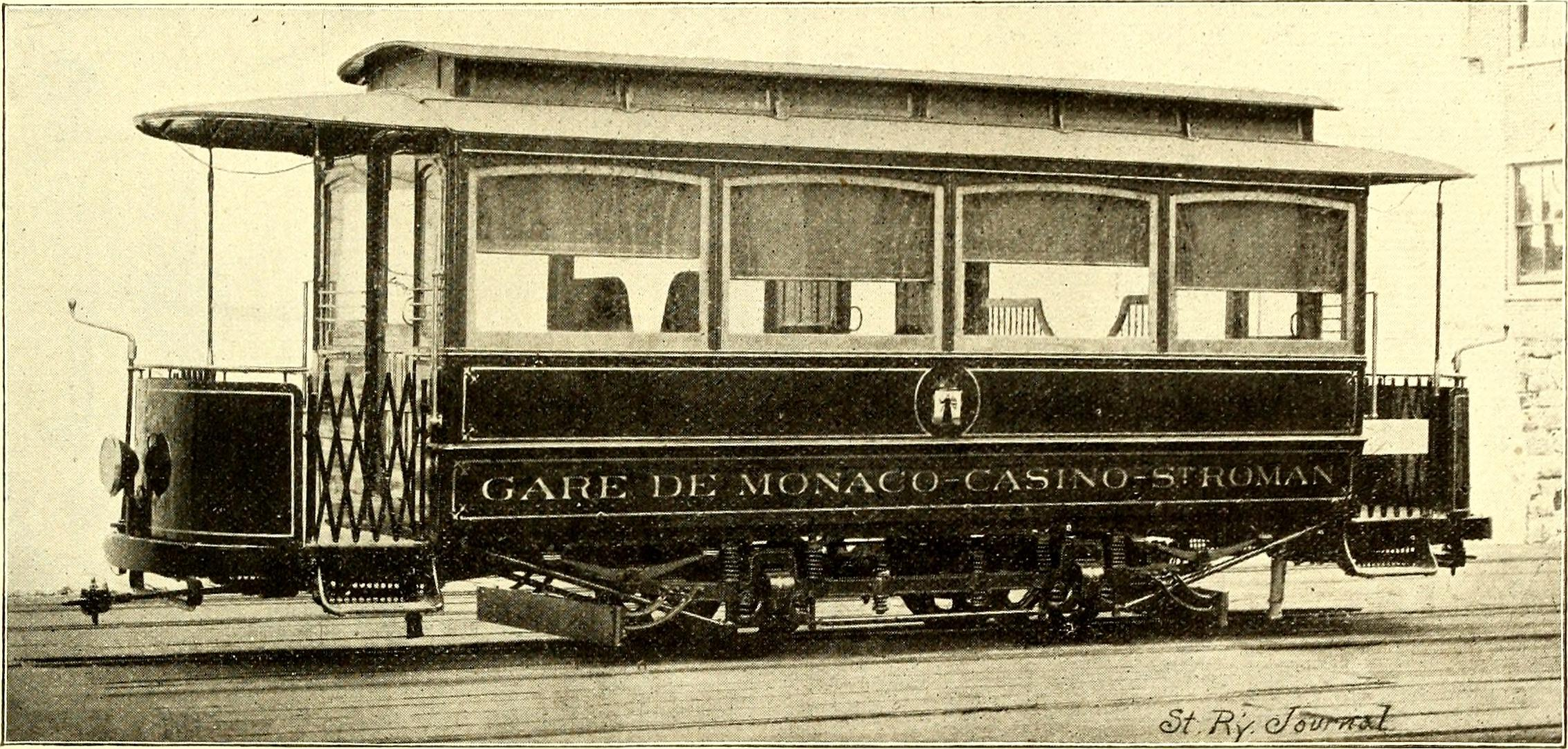
Motrice du tramway en état d'origine.

## Matériel roulant
Le matériel roulant se compose de 9 motrices à 2 essieux, de construction américaine livrées par la firme JG-Brill.